# Batalla d'Adrianòpolis (324)
La batalla d'Adrianòpolis del 3 de juliol 324 va enfrontar els exèrcits de Constantí I el Gran i de Licini I. Va ser el segon enfrontament armat entre els dos emperadors que lluitaven per la supremacia en el govern de l'Imperi Romà i forma part de les guerres civils que van acabar amb el sistema de la tetrarquia. Com a conseqüència, Licini es va veure forçat a refugiar-se darrere els murs de Bizanci, aquesta important derrota va ser el preludi de la definitiva batalla de Crisòpolis que va acabar amb el conflicte i va donar la victòria total a Constantí.

## Context històric
En els vint anys precedents l'Imperi Romà havia estat governat per un sistema tetràrquic ideat per Dioclecià, segons el qual dos emperadors principals governaven amb el títol d'august que comptaven amb el suport de dos emperadors auxiliars, que serien els següents en la successió i que tenien el títol de cèsar. Amb això no es pretenia dividir l'imperi creant Estats nous, sinó repartir les tasques de govern i defensa, ja que el territori havia esdevingut massa gran. El sistema es va començar a venir avall quan l'emperador Galiè es va saltar els acords nomenant dos cèsars que no estaven prevists. Aquesta decisió no va ser ben acceptada i altres es van autoproclamar emperadors augusts, entre ells Constantí i Licini I; amb el temps, el primer va arribar a controlar la meitat occidental de l'imperi i el segon la meitat oriental.

## Antecedents
Constantí i Licini s'havien enfrontat l'any 316 a Cibalis. Licini fou derrotat i es va signar un tractat de pau a Sàrdica l'1 de març del 317. Amb aquesta batalla Constantí es quedava el control de la península dels Balcans amb l'excepció de Tràcia. Amb la pau van arribar uns anys de calma tensa, de malfiança, durant els quals tots dos van preparar-se per a un nou enfrontament. Licini va nomenar un nou emperador al seu servei, Martinià.
El juliol del 324 Constantí i el seu exèrcit estaven perseguint alguns sàrmates que havien creuat el riu Danubi al territori de Licini. Es tractava evidentment de provocar Licini portant-lo a combatre.

## Batalla
L'exèrcit de Constantí tenia menys homes, però contenia molts veterans foguejats. Licini va establir el campament a la rodalia d'Adrianòpolis, la ciutat més gran de l'interior de Tràcia. Constantí va avançar cap a l'est des de Tessalònica fins que va arribar al riu Hebros, a prop d'Adrianòpolis i allà va acampar. Licini va preparar la línia de batalla, de 200 estadis d'amplada, en una posició forta entre un turó que dominava la vista de la ciutat i la confluència de l'Hebros amb un afluent. Els dos exèrcits van estar en posició durant uns dies abans d'entrar en batalla, ja que cap dels dos bàndols gosava travessar el riu sabent que això els situaria en inferioritat de condicions davant d'un rival que els esperava preparat.
Finalment Constantí va trobar un punt apartat on el riu s'estretia i el van començar a travessar amb l'ajut de cordes, mentrestant va manar muntar tallar uns arbres a la part oposada on estaven acampats els de Licini per donar la impressió que anaven a construir un pont de fusta. A la banda on fingia construir el pont va situar 5.000 arquers amagats mentre ell travessava amb la cavalleria per la part més estreta i van atacar els contraris agafant-los per sorpresa. La decisió va ser un èxit i segons Zòsim va haver una gran massacre: al bàndol de Licini van haver 34.000 baixes.
Durant l'atac Constantí va exhibir un estendard particular que l'identificava com a cristià, el làbarum, el qual feia desplaçar cap a les bandes on semblava que les seves tropes defallien. La visió d'aquesta insígnia encoratjava els seus soldats i terroritzava els de Licini. Constantí, va ser ferit lleument a la cuixa, va aturar l'atac al vespre i va permetre que Licini i les restes del seu exèrcit fugissin a trenc d'alba. Es van refugiar a la ciutat de Bizanci, on tenia una flota amarrada al seu port. Va ser una de les batalles més grans del segle iv.

## Conseqüències
Constantí no va obtenir la victòria definitiva però va afeblir molt les forces de Licini. El fill de Constantí Crisp va ser encarregat de lluitar contra la flota de Licini, els quals van tornar a fugir cap a Nicomèdia on uns dies després es van enfrontar per darrera vegada a la batalla de Crisòpolis. Des d'aquell moment els soldats de tots dos bàndols van interpretar que el Déu dels cristians estava a favor de Constantí, i present al camp de batalla a través del làbarum.